# Calephelis freemani
Calephelis freemani är en fjärilsart som beskrevs av Mcalpine 1971. Calephelis freemani ingår i släktet Calephelis och familjen Riodinidae. Inga underarter finns listade i Catalogue of Life.